# Forsstroemia trichomitria
Forsstroemia trichomitria är en bladmossart som beskrevs av Lindberg 1863. Forsstroemia trichomitria ingår i släktet Forsstroemia och familjen Leucodontaceae. Inga underarter finns listade i Catalogue of Life.